# 江戸川区立臨海小学校
江戸川区立臨海小学校（えどがわくりつ りんかいしょうがっこう）は、東京都江戸川区臨海町2丁目にある区立小学校。

## 沿革
- 1992年（平成4年）
  - 4月1日 - 臨海小学校開校（清新第二小学校、清新第三小学校より分離）。
  - 4月4日 - 入校式挙行。
  - 4月6日 - 最初の始業式と第1回入学式挙行。
  - 6月19日 - 校章制定。
  - 9月2日 - 校歌制定。
  - 10月7日 - 開校記念式典挙行し、この日（10月7日）を開校記念日と定めた[2]
- 1993年（平成5年）3月24日 - 第1回卒業証書授与式挙行。
- 2000年（平成12年）4月1日 - 心身障害学級「かもめ学級」創設。
- 2001年（平成13年）4月6日 - 学区域変更により、南葛西小学校より43名転入。

## 学区
- 南葛西3丁目（6番～10番、18番～22番）
- 臨海町1丁目（全域）
- 臨海町2丁目（全域）
- 臨海町3丁目（全域）
- 臨海町4丁目（全域）
- 臨海町6丁目（全域）

## 進学先中学校
出典
- 江戸川区立南葛西第二中学校 - 南葛西3丁目から通う児童の主な進学先
- 江戸川区立清新第二中学校 - 臨海町から通う児童の主な進学先

## アクセス
- 東京メトロ東西線西葛西駅より、都営バス西葛27系統臨海2丁目団地行で、「紅葉川高校前」下車後、徒歩1分。

## 学校周辺
- 東京都立紅葉川高等学校
- 江戸川区陸上競技場
- 東京臨海病院